# Rogelio Soto Alias
Rogelio Soto Alias (Cardeña, Còrdova, 1933 - Sabadell, 16 de setembre de 1983) fou un líder obrer i veïnal català. Des de ben jove treballà com a jornaler a Cardeña, el seu poble natal, de manera que no pogué anar a escola i hagué d'aprendre a llegir i escriure a casa seva. El 1956 va arribar a Sabadell i començà treballant al ram del metall, però més endavant es dedicà a la construcció com a autònom. Militant del PSUC i de CCOO, motiu pel qual fou empresonat, i president de l'Associació de Veïns d'Espronceda, fou un líder destacat del moviment obrer i veïnal a la ciutat.